# Hypodoxa muscosaria
Hypodoxa muscosaria là một loài bướm đêm thuộc họ Geometridae. Nó được tìm thấy dọc theo bờ biển phía đông của Úc.
Sải cánh dài khoảng 40 mm.

## Hình ảnh

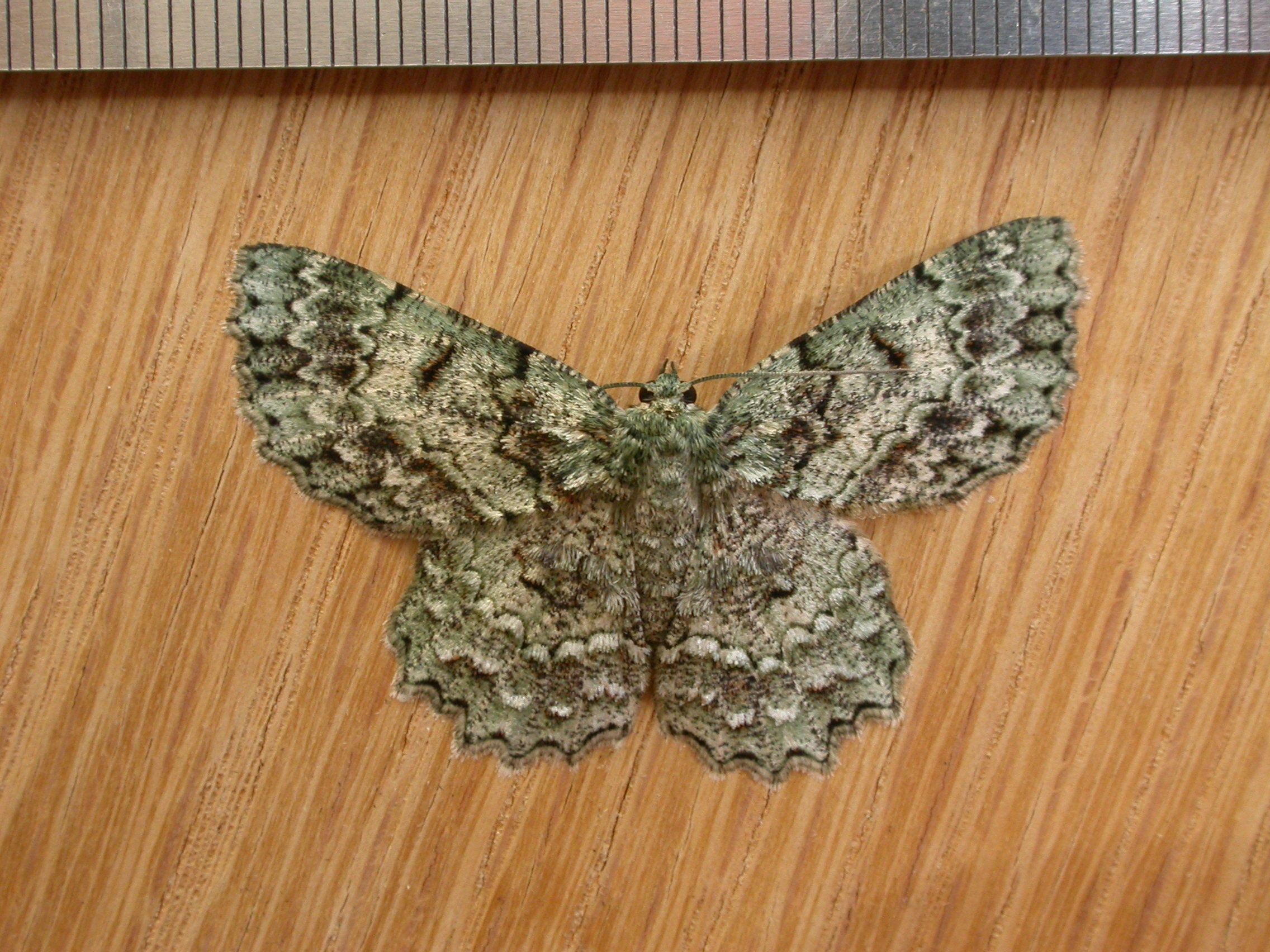
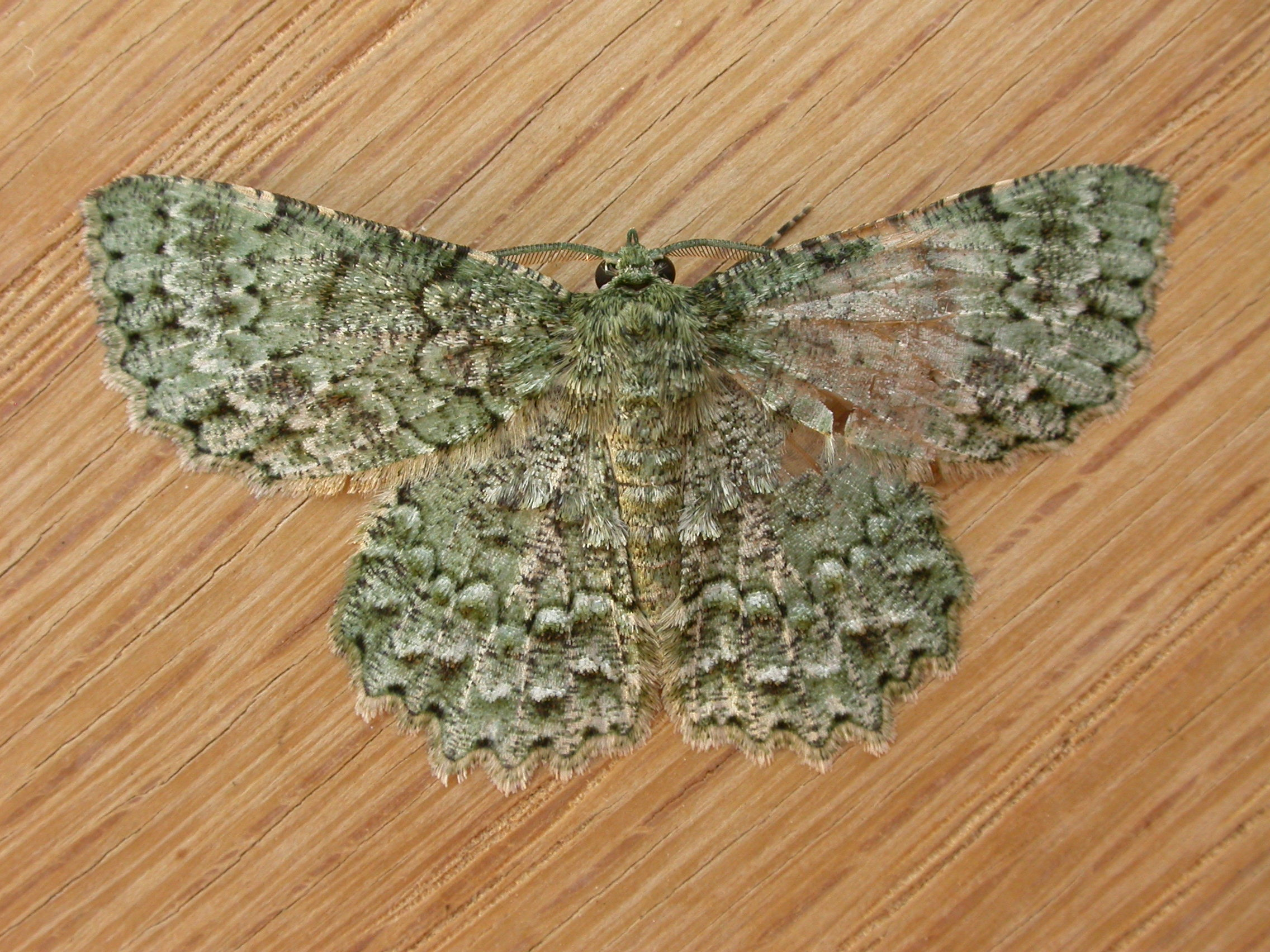
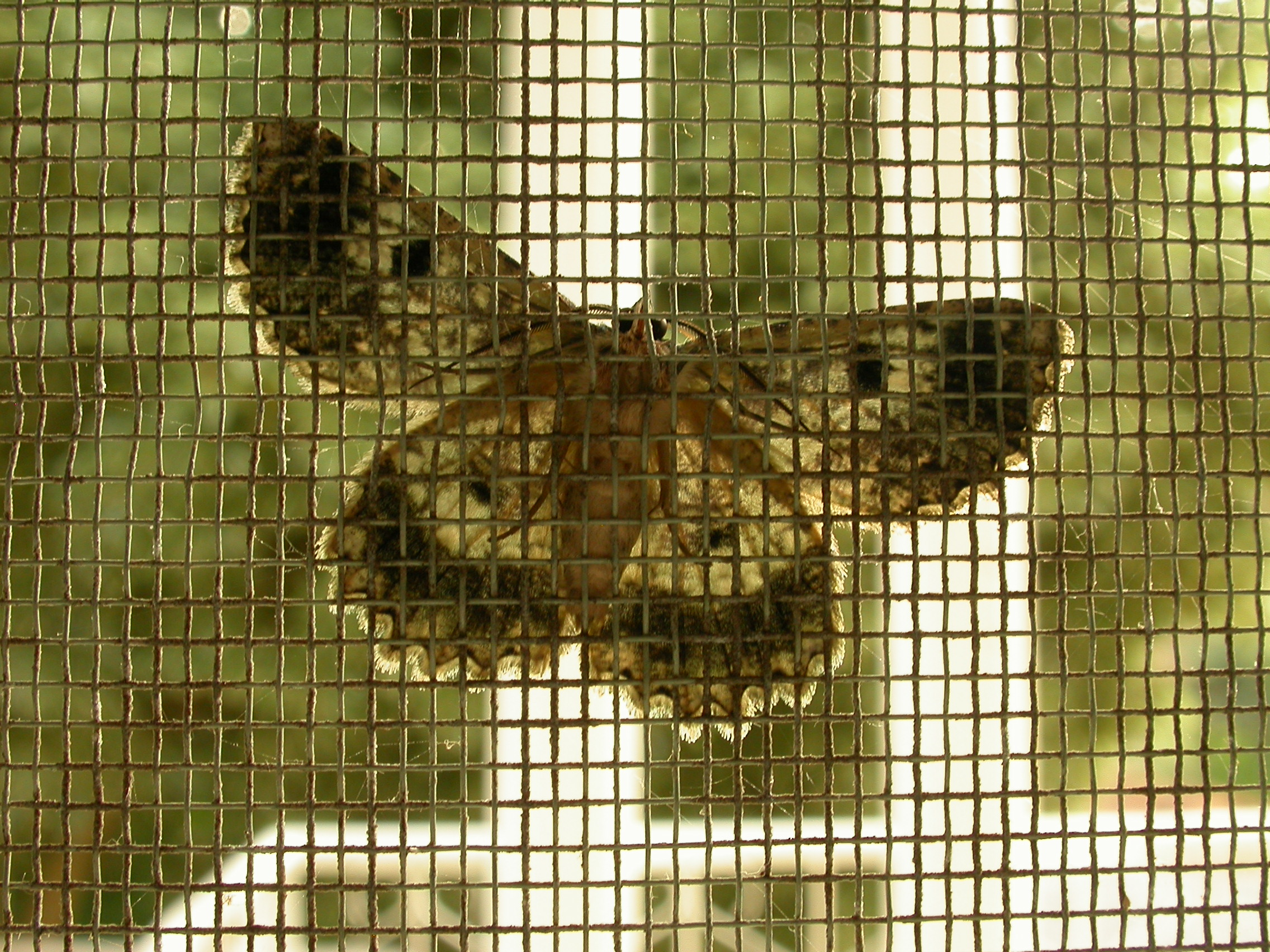
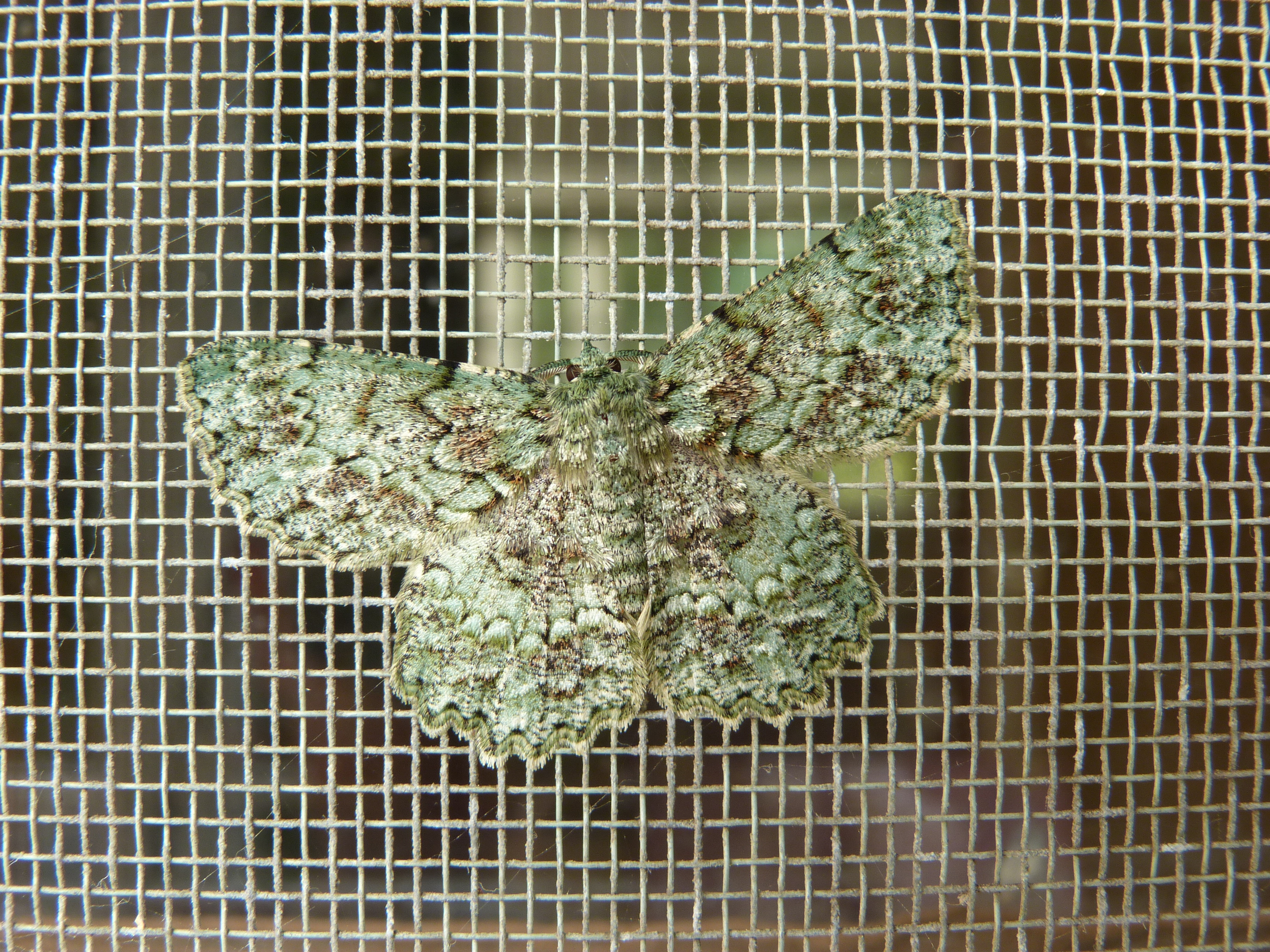